# Перлеб, Карл Юлиус
Карл Юлиус Перлеб (нем. Karl (Carl) Julius Perleb; 20 мая 1794, Констанц, — 11 июня 1845, Фрайбург-в-Брайсгау) — немецкий ботаник.

## Научные работы
- Karl Julius Perleb (1826). Lehrbuch der Naturgeschichte des Pflanzenreichs Б. 174. Magner, Freiburg im Breisgau, Deutschland

## Растения, описанные Перлебом
Перлеб — автор трёх таксонов в ранге семейства:
- Bataceae Mart. ex Perleb
- Juglandaceae Perleb, nom. cons.[1]
- Linaceae DC. ex Perleb, nom. cons.